# Ferdinand Bonaventura Kinský
Ferdinand Bonaventura Kristián Josef Hieronymus Rafael kníže Kinský z Vchynic a Tetova (22. října 1834 Vídeň – 2. ledna 1904 Heřmanův Městec) byl český šlechtic, 7. kníže z rodu Kinských a osobnost českého dostihového sportu. Vlastnil velkostatky v severních, východních a západních Čechách, jeho hlavním sídlem byl zámek Heřmanův Městec. Byl poslancem českého zemského sněmu, dědičným členem rakouské panské sněmovny a rytířem Řádu zlatého rouna. Příbuzensky byl spojen s řadou významných osobností habsburské monarchie 19. a 20. století, jeho zetěm byl rakousko-uherský ministr zahraničí hrabě Otakar Černín.

## Životopis

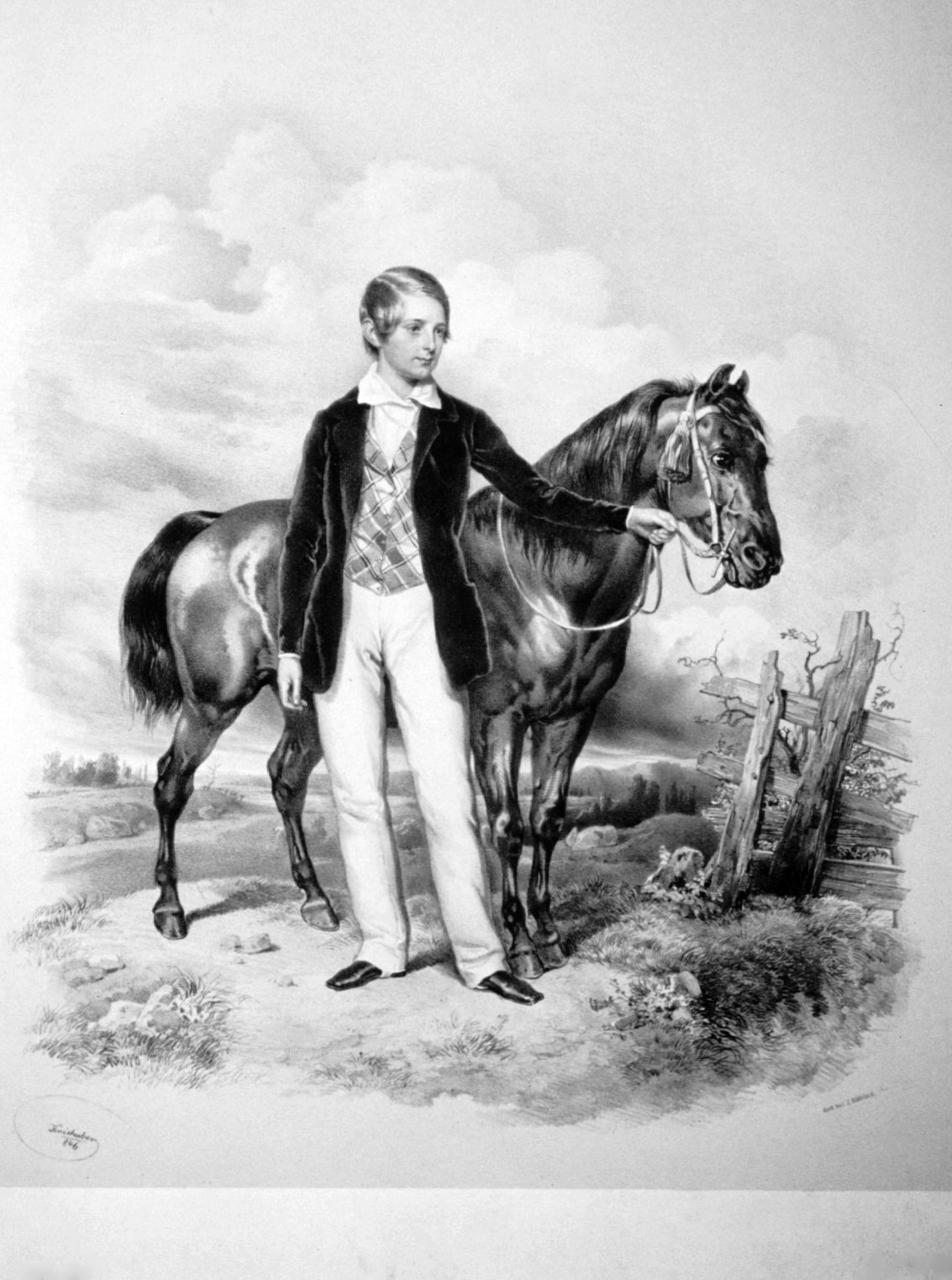
Kníže Ferdinand Kinský v dětském věku (litografie Josef Kriehuber, 1846)

Pocházel z knížecí větve starého českého rodu Kinských, narodil se jako jediný syn knížete Rudolfa Kinského. Po předčasné smrti svého otce zdědil ve věku jednoho roku knížecí titul a rozsáhlý majetek v Čechách. Správu majetku převzal po dosažení zletilosti v roce 1856, téhož roku byl jmenován c. k. komořím. Krátce sloužil v armádě, kde dosáhl hodnosti rytmistra, jako univerzální dědic knížecí linie Kinských byl ale z vojska brzy propuštěn. Jako majitel fideikomisu se v roce 1861 stal dědičným členem Panské sněmovny rakouské říšské rady. V roce 1863 byl jmenován c. k. tajným radou. Na rozdíl od několika generací svých předků rezignoval na účast ve státní správě, patřil ale k významným osobnostem veřejného a společenského života v Čechách. V letech 1866–1870 byl poslancem českého zemského sněmu za velkostatkářskou kurii. Jako milovník parforsních honů a sportovního jezdectví se spřátelil s rakouskou císařovnou Alžbětou. Stál u zrodu Velké pardubické steeplechase, která se běžela poprvé roku 1874. V roce 1873 se stal rytířem Řádu zlatého rouna, obdržel také několik vyznamenání od zahraničních panovníků, byl například nositelem španělského Řádu Karla III.
Zemřel na zámku v Heřmanově Městci 2. ledna 1904 po jezdecké nehodě, podobně jako kdysi jeho děd.

## Majetek

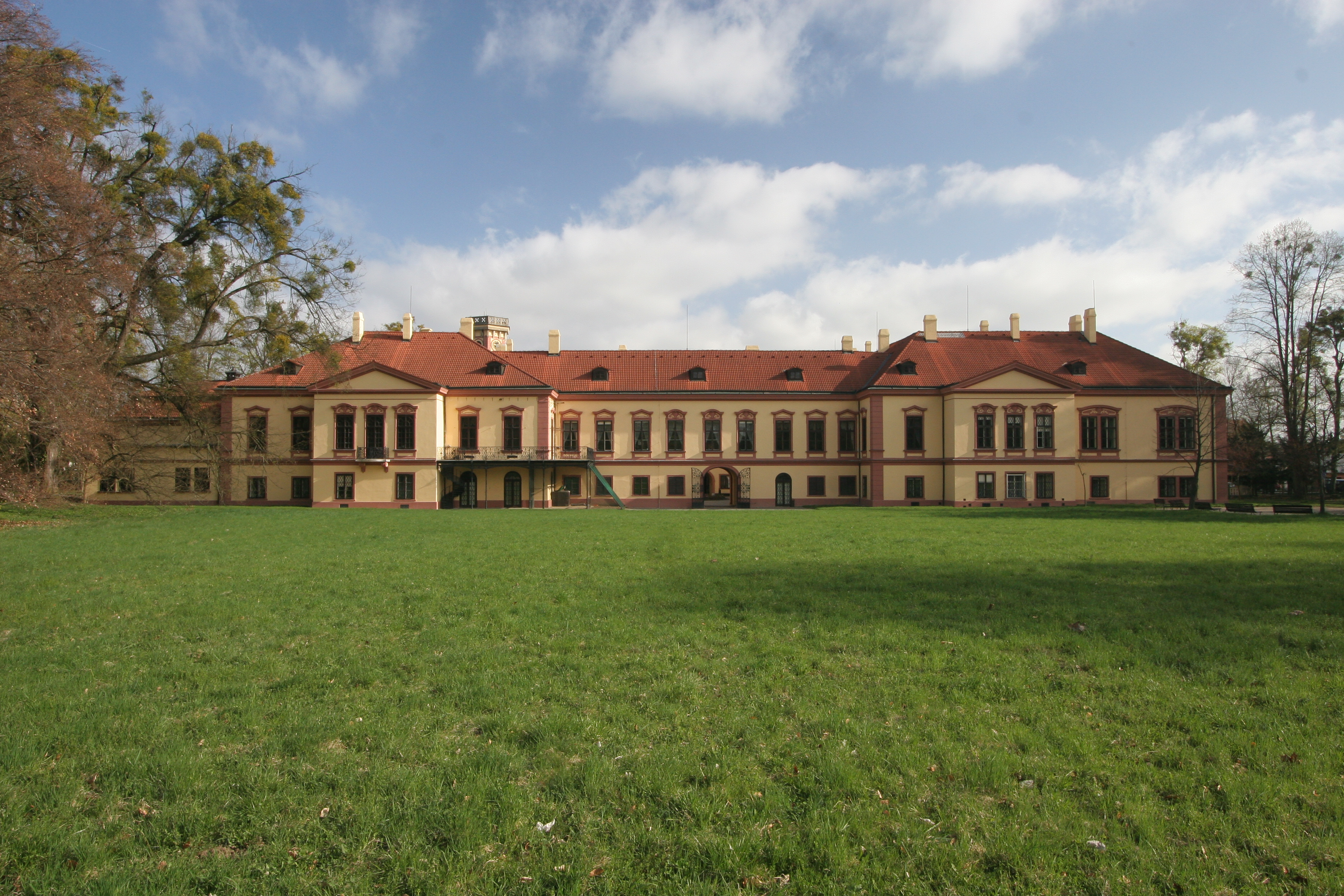
Zámek Heřmanův Městec

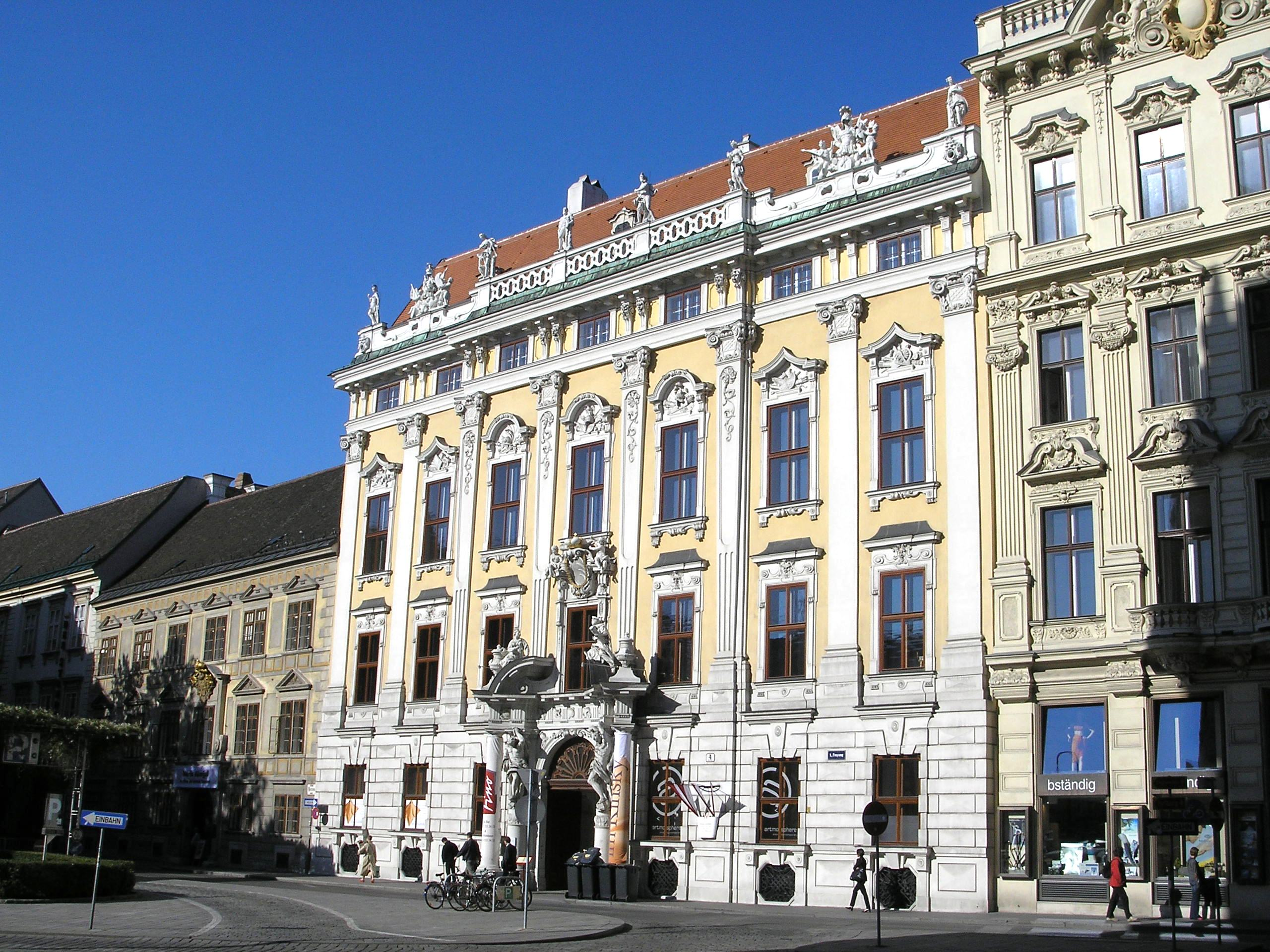
Palác Kinských ve Vídni

Kníže Ferdinand Kinský vlastnil několik velkostatků v různých částech Českého království (Česká Kamenice, Zlonice, Heřmanův Městec, Choceň, Rosice, Horažďovice) s celkovou rozlohou přibližně 26 000 hektarů půdy. Po dobu jeho nezletilosti zajišťovala poručnickou správu matka Vilemína, rozená Colloredo-Mansfeldová (1804–1871), která mimo jiné zahájila stavební úpravy na zámku Heřmanův Městec a také koupila Velké Heraltice ve Slezsku, určené jako věno pro nejmladší dceru Rudolfinu (1836–1899), provdanou za císařského nejvyššího hofmistra hraběte Františka Bellegarda.
Samostatným správcem rodového majetku knížecí větve Kinských se Ferdinand Bonaventura stal po dosažení zletilosti v roce 1856. Největší podíl představoval velkostatek Česká Kamenice s rozlohou bezmála 10 000 hektarů půdy, drtivou většinou z toho byly lesy. Lesní hospodářství a obchod se dřevem měly v tomto regionu rozhodující ekonomický význam a těmto oborům věnoval Ferdinand Kinský zvláštní pozornost. Po svých rodičích pokračoval také ve zpřístupňování Českého Švýcarska pro veřejnost. Z doby rozvoje masové turistiky ve druhé polovině 19. století pocházejí názvy po členech rodiny Kinských v dodnes vyhledávaných lokalitách v Jetřichovických stěnách (Rudolfův kámen, Vilemínina stěna, Mariina vyhlídka). Zámek v České Kamenici sloužil v té době jen jako správní budova velkostatku. Hospodářským potřebám sloužily také zámky v Rosicích a ve Zlonicích. Nedošlo ani k plánované novogotické přestavbě zámku Budenice na zlonickém velkostatku.
Hlavními sídly knížete Ferdinanda Kinského byly zámky Heřmanův Městec a Choceň, kde došlo ke stavebním úpravám již v době poručnické správy za jeho matky Vilemíny. Svou pozornost věnoval Ferdinand Kinský především zámku v Heřmanově Městci, kde v letech 1865–1868 došlo k rozsáhlým úpravám interiérů. Na to navazovala rekonstrukce zámeckého parku (1873–1878). Závěrečné adaptace zámku jsou datovány do let 1889–1890, kdy byla upravena zámecká kaple, zřízena rozsáhlá jídelna ve východním křídle a postaven skleník v zámecké zahradě.
V Praze rodině patřil palác Kinských na Staroměstském náměstí, v němž byla umístěna hodnotná obrazárna. V zimních měsících pobývali Kinští v rodovém paláci na náměstí Freyung ve Vídni, kde také sídlila centrální správa knížecích velkostatků.

## Rodina
Dne 5. dubna 1856 se ve Vídni oženil s princeznou Marií Josefou z Lichtenštejna (19. září 1835 Vídeň – 11. června 1905 Vinoř), nejmladší dcerou císařského nejvyššího hofmistra prince Karla Františka z Lichtenštejna a jeho manželky Františky, rozené hraběnky Bruntálské z Vrbna. Marie Josefa byla c. k. palácovou dámou, dámou Řádu hvězdového kříže a nositelkou Alžbětina řádu. Z jejich manželství se narodilo sedm dětí. Synové Karel a Rudolf byli postupně dědici knížecího titulu, nejmladší syn Ferdinand zdědil po Lichtenštejnech Moravský Krumlov.
- 1. Vilemína (5. dubna 1857 – 1. října 1909, Slatiňany), c. k. palácová dáma, dáma Řádu hvězdového kříže, manž. 1878 princ František Josef z Auerspergu (20. října 1856, Vídeň – 19. listopadu 1938, Slatiňany), c. k. tajný rada, komoří, dědičný člen rakouské panské sněmovny, rytíř Řádu zlatého rouna, majitel velkostatků Žleby a Slatiňany
- 2. Karel Rudolf Ferdinand 8. kníže Kinský (29. listopadu 1858, Vídeň –11. prosince 1919, tamtéž), c. k. tajný rada, komoří, dědičný člen rakouské panské sněmovny, velvyslanecký rada v Petrohradě a Paříži, rytíř Řádu zlatého rouna, dědic majetku knížecí větve Kinských (Česká Kamenice, Heřmanův Městec, Choceň, Rosice, Zlonice), manž. 1895 Alžběta Wolff-Metternichová z Grachtu (19. listopadu 1874, Münster – 20. března 1909, Luxor)
- 3. Rudolf Ferdinand 9. kníže Kinský (11. prosince 1859, Heřmanův Městec – 13. března 1930, Lysá nad Labem), c. k. komoří, poručík, 1919 dědic majetku knížecí větve Kinských (Česká Kamenice, Heřmanův Městec, Choceň, Rosice, Zlonice), dále majitel velkostatků Lysá nad Labem a Benátky nad Jizerou, manž. 1881 Marie hraběnka Wilczeková (24. prosince 1858, Paříž – 27. března 1938, Kremsmünster)

- 4. Františka Marie (26. prosince 1861, Vídeň – 11. července 1935), c. k. palácová dáma, dáma Řádu hvězdového kříže, nositelka Alžbětina řádu, manž. 1879 kníže Alfred Montenuovo (16. září 1854, Vídeň – 6. září 1927, tamtéž), c. k. tajný rada, komoří, dědičný člen rakouské panské sněmovny, nejvyšší hofmistr císaře Františka Josefa, plukovník císařských gard, rytíř Řádu zlatého rouna
- 5. Alžběta Vilemína Marie (4. července 1865, Choceň – 10. července 1941, Opava), c. k. palácová dáma, dáma Řádu hvězdového kříže, manž. 1884 Jan Nepomuk hrabě Wilczek (12. března 1861, Vídeň – 3. září 1929, tamtéž), c. k. komoří, majitel velkostatků Slezská Ostrava a Klimkovice
- 6. Ferdinand Vincenc (8. září 1866, Dornau – 3. února 1916, Vídeň), c. k. tajný rada, komoří, podplukovník, císařský nejvyšší štolba, rytíř Řádu zlatého rouna, majitel velkostatku Horažďovice, po spřízněné rodině Lichtenštejnů dědic velkostatku Moravský Krumlov, manž. 1892 Aglaja z Auerspergu (28. března 1868, Teplice – 10. května 1919)
- 7. Marie Klotylda (30. května 1878, Heřmanův Městec – 19. července 1945, Bečov nad Teplou), c. k. palácová dáma, dáma Řádu hvězdového kříže, manž. 1897 Otakar Theobald Otto Maria hrabě Černín z Chudenic (26. září 1872, Dymokury – 4. dubna 1932, Vídeň), c. k. tajný rada, komoří, doživotní člen rakouské panské sněmovny, rakousko-uherský ministr zahraničních věcí 1916–1918, majitel velkostatku Vinoř